# Willem van der Leck
Willem van der Leck (Utrecht, 12 januari 1888 – Soest, 4 januari 1963) was een Nederlands architect

## Leven en werk
Van der Leck werd in 1888 geboren te Utrecht als zoon van Bart Antonij van der Leck, huisschilder, en Hendrika Gathier. Hij had twee broers, waar de kunstschilder en vormgever Bart van der Leck er een van was, en een zuster. Op 28 juni 1917 trad hij te Enschede in het huwelijk met Henriette Gijsberta Willemina ter Kuile, kunstschilderes  en samen kregen ze vier kinderen .
Van 1908 tot 1914 werkte Van der Leck bij diverse (technische) bureaus waaronder het architectenbureau van K.P.C. de Bazel. In deze periode volgde hij ook de opleiding Hoger Bouwkunde Onderricht (de latere Academie van bouwkunst) in Amsterdam. Van 1914 tot 1917 werd Van der Leck vanwege de Eerste Wereldoorlog gemobiliseerd en hield zich bezig met het aanpassen en onderhouden van forten rond Utrecht. In 1917 is hij als zelfstandig architect aan de slag gegaan  en werkte vanaf 1923 enige tijd samen met civiel ingenieur J.A. Prins onder de naam Architecten - en ingenieursbureau Van der Leck en Prins. 
Door zijn huwelijk  was hij nauw verbonden aan de Twentse textielelite en heeft voor hen verschillende villa's en landhuizen ontworpen. Bijvoorbeeld De Eekhof (in opdracht van N.H. van Heek) en de monumentale villa's Marthalaan 12 te Enschede (in opdracht van M. ter Kuile) en Izaäk Evertslaan 1 te Arnhem (in opdracht van E.D. Engelberts en J. van Heek). In Amersfoort, met name in de wijk Bergkwartier (Amersfoort), en omgeving heeft hij eveneens verschillende huizen ontworpen.
Tijdens de Tweede Wereldoorlog heeft hij bijgedragen aan het ontwerp van wederopbouwboerderijen (Weerhorsterweg, Hoogland).
Van der Leck woonde jarenlang met zijn gezin in de Voormalige Pastorie Soest. Begin jaren 40 van de twintigste eeuw verkocht hij de woning aan voormalig minister-president Dirk Jan de Geer. 
Naast zijn beroep als architect tekende hij muziekinstrumenten en was hij voorzitter van de vereniging "Algemeen Belang" te Soest.

## Werken
- Overzicht is nog niet compleet. Bouwjaar o.a. op basis van gegevens uit de Basisregistratie Adressen en Gebouwen (BAG).

| Adres                                                      | Plaats     | Bouwjaar | Status                  | Bijzonderheden | Afbeelding |
| ---------------------------------------------------------- | ---------- | -------- | ----------------------- | --- | ---------- |
| Da Costaplein 4                                            | Amersfoort | 1919     | Waardevol pand          | Woonhuis van Willem van der Leck en zijn gezin. |            |
| Steven van der Hagenlaan 18                                | Amersfoort | 1919     | Waardevol pand          | |            |
| Lyceumlaan 10                                              | Zeist      | 1920     | Gemeentelijk monument   | |            |
| Johan van Oldenbarneveltlaan 7                             | Amersfoort | 1920     | Waardevol pand          | |            |
| Prins Frederiklaan 8                                       | Amersfoort | 1920     | Waardevol pand          | |            |
| Prins Frederiklaan 15 (De Hut)                             | Amersfoort | 1920     | Waardevol pand          | |            |
| Steven van der Hagenlaan 16                                | Amersfoort | 1921     | Waardevol pand          | |            |
| Vondelstraat 46                                            | Enschede   | 1921     |                         | Pand is reeds gesloopt om plaats te maken voor de Saxion Hogeschool. De Vondelstraat heet sinds 1936 Kortenaerstraat. |            |
| Dubbele villa Hasebroeklaan 23-25                          | Bilthoven  | 1921     | Gemeentelijk monument   | Van architectuurhistorisch belang vanwege een afwisselend gelede voorgevel en fraai materiaalgebruik. |            |
| Dubbel woonhuis Gabriël Metsulaan 1 en Govert Flincklaan 2 | Hilversum  | 1924     |                         | |            |
| Huijgenslaan 43 (De Cirkel)                                | Amersfoort | 1925     | Waardevol pand          | Voor zover bekend een van de weinige panden in Nederland uit de jaren twintig van de twintigste eeuw waarvan de vormgeving is beïnvloed door de antroposofie . |            |
| Izaäk Evertslaan 1                                         | Arnhem     | 1928     | Gemeentelijk monument   | |            |
| Hogelandsingel 21 (Villa de Zuil)                          | Enschede   | 1929     | Pand met attentiewaarde | In het pand, gebouwd in opdracht van dhr. H.B. Peteri, was geruime tijd reclamebureau De Zuil gevestigd. |            |
| Marthalaan 12                                              | Enschede   | 1930     | Rijksmonument           | Van architectuurhistorisch belang vanwege o.a. de hoge architectonische kwaliteit van het ontwerp en de uitzonderlijke gaafheid van in- en exterieur. Opdrachtgever Matthieu ter Kuile was gehuwd met een schoonzus van Van der Leck.                                                                          |            |
| Hengelosestraat 751 (De Eekhof)                            | Enschede   | 1931     | Gemeentelijk monument   | Van belang vanwege de architectuur- en cultuurhistorische waarden die tot uitdrukking komen in de gaafheid van het hoofdvolume en de detaillering, de ensemblewaarde met de tuin (Rijksmonument) ontworpen door Dirk Tersteeg en als goed voorbeeld van een landhuis uit de jaren ’30 van de twintigste eeuw . |            |
| Lorentzlaan 3                                              | Enschede   | 1938     |                         | |            |
| Stationsweg West 17                                        | Woudenberg | 1940     |                         | |            |
| Weerhorsterweg                                             | Hoogland   | 1941     |                         | Wederopbouw boerderijen |            |
| Aagje Dekenlaan 34                                         | Soest      | 1950     |                         | |            |
| Van Beuningenlaan 16                                       | Soest      | 1951     |                         | |            |
| Hartmanlaan 39                                             | Soest      | 1955     |                         | |            |